# Jakes Abeberry
Jakes o Jacques Abeberry (Biarritz, Iparralde 25 d'abril de 1930 - 29 de novembre de 2022) fou un promotor de la cultura basca i polític basc.
Abeberry fou el president de l'associació Oldarra de la seva ciutat de 1955 a 1989, dirigint també en els anys 70 l'associació de dansa basca Euskal Dantzarien Biltzarra. També va ser un dels fundadors del moviment abertzale Enbata, creat a Itsasu (Lapurdi) el 1963. Sota l'etiqueta d'Enbata es presenta a les eleccions cantonals de 1967 pel cantó de Baiona-Nord, obtenint un 3,89% dels sufragis.
L'any següent, serà candidat del mateix moviment a les eleccions legislatives per la quarta circumscripció del departament dels Pirineus Atlàntics sense arribar a obtindre l'acta de diputat. El gener de 1982, dissolta ja Enbata, va ser un dels fundadors de l'organització política Herritarki que pretenia concórrer als comicis municipals de l'any següent en els quals aconsegueix ser escollit regidor a l'Ajuntament de Biarritz. El 1991 va arribar a un acord amb Didier Borotra, el cap de la candidatura de la dreta de Biarritz, per a concórrer junts a la segona volta, on va ser escollit de nou regidor i posteriorment també tinent d'alcalde, sent escollit successivament en els següents comicis de 1995 i de 2001 (era a més responsable de la Delegació de Cultura del consistori). També va ser cap de llista de la candidatura d'Abertzaleen Batasuna en les eleccions regionals de 1991 i de 1998, sense ser-ne escollit.
Es va posicionar a favor d'Euskal Herriko Laborantza Ganabara-EHLG (cambra agrícola no oficial del País Basc del Nord) en el seu contenciós amb l'oficial Cambra Agrícola dels Pirineus Atlàntics i el prefecte de Pau.